# Melicertus plebejus
Melicertus plebejus is een tienpotigensoort uit de familie van de Penaeidae. De wetenschappelijke naam van de soort is voor het eerst geldig gepubliceerd in 1865 door Hess.